# 山口大学教育学部附属光義務教育学校
山口大学教育学部附属光義務教育学校（やまぐちだいがくきょういくがくぶふぞくひかりぎむきょういくがっこう）は、山口県光市にある国立学校である。山口大学教育学部の附属学校である。通称は「附属光学園」である。

## 概要
山口県内で初めて設置された義務教育学校である。山口県立室積公園近くの御手洗湾を面する場所に位置する。

## 沿革
本校の教育（附属光義務教育学校Webサイト）より

### 略歴
当校の前身校である山口大学教育学部附属光中学校および光小学校は、2018年に附属光学園を通称とする小中一貫教育を開始した。2025年それを発展させ、義務教育学校として開校した。

### 年表
- 2018年（平成30年）- 附属光学園として小中一貫校を開始
- 2019年（平成31年）- 学校運営協議会設置（コミュニティ・スクールへ移行）
- 2020年（令和2年）- 小中校長常勤化（兼務）
- 2025年（令和7年）- 山口大学教育学部附属光義務教育学校（通称：山口大学教育学部附属光学園）を開校

## 教育方針
当校は、山口県にある国立学校であることから日本国憲法、教育基本法の精神に立ち、国の学習指導要領に基づきつつ、山口県の教育の基本目標を視野に入れた普通教育を行なっている。また、当校は、山口大学教育学部の附属学校でもあることから、当学部の理念・目的に沿った教育実習、教育実践研究を行なっている。この2つを前提として、以下のような教育的価値の創造を目指している。

1. 地域や生活に根ざした学びと実践 - 地域の実際や生活の中で考え、判断できる生徒を育てる。

2. 共同での学びと参画 - 仲間と共に学び合い、共に高め合える生徒集団を育てる。

3. 今日的な学力像に立った学びの探求 - 自ら課題を発見し、自ら考え続ける知の探求者たる生徒を育てる。

## 学校行事
| - 4月 前期始業式・入学式 - 5月 - 6月 | - 7月 - 8月 - 9月 前期終業式 | - 10月 後期始業式 - 11月 - 12月 | - 1月 - 2月 - 3月 卒業式・後期終業式 |

## 部活動
2025年（令和7年）現在、後期課程のおいて以下の部活動が行われている。

### 運動部
| - バレーボール部女子 - バスケットボール部男子 - バスケットボール部女子 | - ソフトテニス部男子 - ソフトテニス部女子 - 野球部（休部） | - サッカー部 - 陸上競技部 - 卓球部男子 |

### 文化部
| - 弦楽部 - 美術部 - サイエンス部 |

## 通学区域
「令和7年度入学児童募集要項」によると、保護者と同居し、徒歩又は公共の交通機関を利用して自力通学できることを入学の条件としている。

## 交通
- JR西日本山陽本線光駅下車
- 光駅より防長バス乗車、「室積公園口」下車